# 夫拉迪斯拉夫·梅托迪夫
夫拉迪斯拉夫·梅托迪夫（1980年4月14日—），保加利亚籍的古典式摔跤運動員。曾參與2004年奧運，奪得總體第12名；亦曾參與2013年歐洲摔跤冠軍賽。